# 橫手城
橫手城（よこてじょう）是位於日本秋田縣橫手市的一座城堡，構造為山城。現在橫手城所在地是橫手公園，建有模擬天守。橫手城的築城時期有多種說法。橫手城本來並沒有天守，在1965年以岡崎城為模本修建了天守，並作為鄉土資料館和瞭望台使用，是東北地方第一座模擬天守。